# 702 Alauda
702 Alauda è un asteroide della fascia principale del diametro medio di circa 194,73 km. Scoperto nel 1910, presenta un'orbita caratterizzata da un semiasse maggiore pari a 3,1923266 au e da un'eccentricità di 0,0172441, inclinata di 20,60223° rispetto all'eclittica.
La presenza di un satellite, scoperto nell'agosto del 2007, ha permesso a Rojo e Margot di stimare la massa del sistema, pari a (6,057±0,36)×1018 kg, e la densità di Alauda, stimata in (1,57±0,5)×103 kg/m³.
Il nome fa riferimento agli Alaudidi, una famiglia di uccelli che comprende allodole e specie affini.

## Storia delle osservazioni
L'asteroide 702 Alauda è stato scoperto il 16 luglio 1910 da Joseph Helffrich, dall'osservatorio di Heidelberg, in Germania.
Le dimensioni e la forma dell'asteroide sono state determinate grazie all'osservazione di due occultazioni stellari, avvenute rispettivamente il 12 luglio 2001, con SAO 188447, e il 21 marzo 2004, con TYC 18651986.

## Satellite
Da osservazioni condotte nel 2007 attraverso il Very Large Telescope montante le ottiche adattive NaCo è stata scoperta l'esistenza di un satellite, denominato Pichi üñëm, le cui dimensioni sono di circa 5,5 km, pari ad un cinquantesimo di quelle di Alauda. L'oggetto percorre un'orbita quasi circolare di raggio di 1.230 km, che completa in 4,91 giorni. Queste circostanze portano gli autori della scoperta a ritenere che il satellite sia in rotazione sincrona.
Si ritiene che il satellite si sia formato in seguito all'impatto di un terzo corpo con Alauda che avrebbe dato origine, tra l'altro, alla famiglia Alauda, una famiglia di asteroidi presente nella porzione esterna della fascia principale, i cui membri sono caratterizzati da un'elevata inclinazione orbitale. Il materiale sollevato rimasto gravitazionalmente legato all'asteroide, si sarebbe successivamente raccolto nel satellite.
Il nome Pichi üñëm significa "piccolo uccello" nella lingua mapudungun, parlata dai Mapuche, il principale gruppo indigeno del Cile, paese dove è stata effettuata la scoperta.